# 399
399（三百九十九、さんびゃくきゅうじゅうきゅう）は自然数、また整数において、398の次で400の前の数である。

## 性質
- 399は合成数であり、約数は 1, 3, 7, 19, 21, 57, 133, 399 である。
  - 約数の和は640。
- 43番目の楔数である。1つ前は385、次は402。
  - 楔数がハーシャッド数になる15番目の数である。1つ前は370、次は402。
- 105番目のハーシャッド数である。1つ前は396、次は400。
  - 21を基としたとき最小のハーシャッド数である。次は588。
- 399 = 71 + 72 + 73
  - 7の自然数乗の和とみたとき1つ前は56、次は2800。
  - a = 7 のときの a1 + a2 + a3 の値とみたとき1つ前は258、次は584。
  - 素数 p = 7 のときの p1 + p2 + p3 の値とみたとき1つ前は155、次は1463。(オンライン整数列大辞典の数列 A181149)
- 約数の和が399になる数は2個ある。(196, 242) 約数の和2個で表せる31番目の数である。1つ前は392、次は403。
  - 約数の和が奇数になる23番目の奇数である。1つ前は381、次は403。
- 各位の和が21になる最小の数である。次は489。
  - 各位の和が n になる最小の数である。1つ前の20は299、次の22は499。(オンライン整数列大辞典の数列 A051885)
  - 各位の和が三角数になる94番目の数である。1つ前は393、次は402。(オンライン整数列大辞典の数列 A187744)
    - 各位の和も各位の平方和もまた各位の立方和も三角数になる6番目の数である。1つ前は244、次は424。
- 各位の平方和が171になる最小の数である。次は939。(オンライン整数列大辞典の数列 A003132)
  - 各位の平方和が n になる最小の数である。1つ前の170は589、次の172は1399。(オンライン整数列大辞典の数列 A055016)
- 399 = 202 − 1
  - n = 2 のときの 20n − 1 の値とみたとき1つ前は19、次は7999。
  - n = 20 のときの n2 − 1 の値とみたとき1つ前は360、次は440。(オンライン整数列大辞典の数列 A005563)
- 399 = 4 × 102 − 1
  - n = 10 のときの 4n2 − 1 の値とみたとき1つ前は323、次は483。(オンライン整数列大辞典の数列 A000466)
- 399 = 16 × 52 − 1
  - n = 5 のときの 16n2 − 1 の値とみたとき1つ前は255、次は575。(オンライン整数列大辞典の数列 A141759)
- n = 399 のときの n! + 1 で表せる 399! + 1 は14番目の階乗素数である。1つ前は340、次は427。(オンライン整数列大辞典の数列 A002981)
- 399 = 3 × (112 + 11 + 1) = 3 × (122 − 12 + 1)
  - n = 11 のときの 3(n2 + n + 1) の値とみたとき1つ前は333、次は471。(オンライン整数列大辞典の数列 A259711)

## その他 399 に関連すること
- 証拠物件399は、ケネディ大統領暗殺事件においてリー・ハーヴェイ・オズワルドがジョン・F・ケネディとテキサス州知事ジョン・コナリーを銃撃したとされる銃弾。
- ラング (USS Lang, DD-399) は、アメリカ海軍の駆逐艦。
- ストックデール (USS Stockdale, DE-399) は、アメリカ海軍の護衛駆逐艦。
- シーキャット (USS Sea Cat, SS/AGSS-399) は、アメリカ海軍の潜水艦。